# Canal du Logelbach
 (octobre 2013).
Si vous disposez d'ouvrages ou d'articles de référence ou si vous connaissez des sites web de qualité traitant du thème abordé ici, merci de compléter l'article en donnant les références utiles à sa vérifiabilité et en les liant à la section « Notes et références ».
Le canal du Logelbach est un cours d'eau artificiel alsacien, créé pour alimenter en eau les fossés autour des remparts de Colmar (secondé par le canal du Tiefenbach) , et servant jadis à l'irrigation et à actionner des moulins. Partant de Turckheim, passant par Wintzenheim (donnant son nom à l'un des quartiers, Logelbach) et arrivant à Colmar.
C'est  une dérivation de la Fecht qui se jette dans la Lauch à Colmar. Il est souterrain sur une partie de son parcours. Il est aussi dénommé Muhlbach (qui signifie littéralement « ruisseau aux moulins »).
Le canal rejoint la Lauch dans l’agglomération colmarienne en formant deux branches appelées :
- Le Sinnbach  puis Gerberbach au sud
- Le Brennbaechlein au Nord